# 黄表紙
黄表紙（きびょうし）は、恋川春町『金々先生栄花夢』（1775年刊行）から式亭三馬『雷太郎強悪物語』（1806年）までの草双紙の総称である。知的でナンセンスな笑いと、当時の現実世界を踏まえた写実性が特徴である。

## 概要
語源は、それまで表紙に青色が使われ「青本」と呼ばれていたものが、日光の退色で黄色くなるため、色落ちが分かりにくい黄色の表紙が用いられるようになったことに由来する。
それまでの幼稚な草双紙とは一線を画する、大人向けの読み物として評判になった。それ以降の一連の作品を、のちに黄表紙と呼ぶようになった。判型は中本サイズで、5丁を1巻1冊とした2～3巻から成る。特装本として「袋入り本」と呼ばれる1冊本もある。序文などを除き、全丁絵入で、絵の余白に文章が入る。毎年正月に刊行されるのが通例であったが、袋入り本は随時販売された。
当初の作者は、近世の知識人層である武士であった。寛政の改革に際して、恋川春町『悦贔屓蝦夷押領』、朋誠堂喜三二・恋川春町『文武二道万石通』、山東京伝『時代世話二挺鼓』といった、田沼意次や松平定信の政治を風刺する作品が出版されて人気を博した。しかし、松平定信によって出版統制が施行され、武士出身の作者が黄表紙を手がけることはなくなり、町人出身の山東京伝や芝全交らが中心的な作者となった。南仙笑楚満人『敵討義女英』以降は黄表紙特有の軽妙さや洒脱さは失われ、敵討ちものが主なテーマになり、やがて伝奇性の強い長大な物語になっていった。その結果、3巻3冊の枠組みに収まらなくなり、式亭三馬『雷太郎強悪物語』（文化3年（1806年））以降は「合巻」と呼ばれるようになる。
黄表紙の刊行時期は浮世絵の流行期とも重なっており、数多くの浮世絵師が黄表紙の挿絵を手がけた。具体的には、北尾政美、歌川豊国、玉川舟調、喜多川歌麿、鳥文斎栄之、鳥高斎栄昌、葛飾北斎らが挿絵を手がけた。

## 特徴
江戸という空間に依拠した地方文芸であり、江戸の話題や事件を古典のパロディにして提供する内容だった。一過性の素材と凝った表現方法ゆえに、読解は時として難解である。画面構成は錦絵と異なる写実性があり、絵解きも重要である。
『金々先生栄花夢』からも知られるように、黄表紙の筋書き自体はたわいもないような話であるが、言葉や絵の端々に仕組まれた遊びの要素を読み解くことに楽しみがあった。ふきだしの様なものが描かれるなど現代の漫画に通じる表現技法を持っていた。

## 代表作
- 恋川春町『金々先生栄花夢』（1775年）
- 山東京伝『江戸生艶気樺焼』（1785年）
- 朋誠堂喜三二『文武二道万石通』（1788年）
- 恋川春町『鸚鵡返文武二道』（1789年）

など